# Visp
Visp [fɪʃp] (französisch Viège, walliserdeutsch Fischp) ist eine Munizipalgemeinde im Schweizer Kanton Wallis. Sie liegt am Eingang des Vispertals an der Mündung der Vispa in den Rotten. Die Kleinstadt ist Hauptort und grösste Gemeinde des Bezirks Visp.

## Geschichte

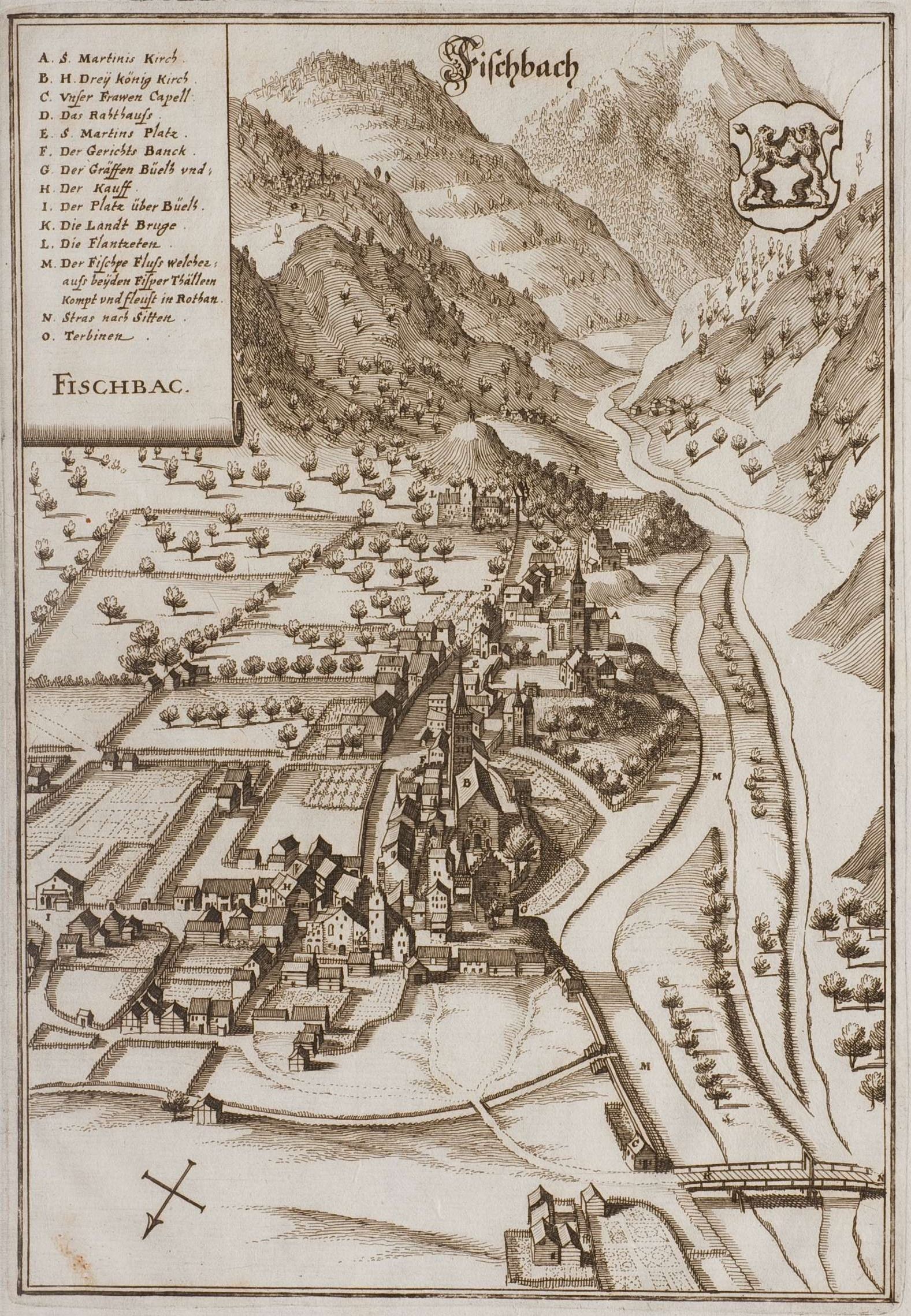
Kupferstich von Matthäus Merian

Luftbild aus 100 m von Walter Mittelholzer (1925)

Die Herkunft des Ortsnamens ist ungewiss. Ausgangspunkt könnte die indoeuropäische Wurzel *uis- «fliessen» sein, die in Gewässernamen gut belegt ist. Ergänzt um ein Suffix, könnte der heutigen Lautung ein *uisubia zugrunde liegen. Die früheste, 1034 belege Namenform ist Vesbia, die in der Schreibung Vespia noch 1302 vorkommt; die bis heute geltende Namenform Visp ist erstmals 1272 bezeugt. Die vom 12. bis ins 19. Jahrhundert parallel vorkommende Variante Vispach, Fischbach ist dagegen volksetymologisch.
Aus der Zeitenwende ist eine kleine, auf Visper Territorium gefundene gallorömische Statue «Le Dieu de Viège» erhalten. Eine Kopie ist am Brunnen am Bahnhofplatz angebracht.
Im Jahr 1276 wurde der Verkehr über die Pässe Macugnaga und Antrona von sämtlichen Zollabgaben entbunden. Visp war grosser Nutzniesser, erbaute Susten und wurde zum Marktflecken.
Am 23. Dezember 1388 besiegten die Visper ein Heer der Savoyer, indem sie die Altstadt künstlich vereisen liessen und dann die manövrierunfähigen Angreifer mit grossen Steinblöcken attackierten.
1518 zerstörte ein Grossfeuer zahlreiche Gebäude rund um den Burghügel.
Französische Revolutionstruppen plünderten 1799 grosse Teile von Visp. 1810 wurde Visp mit dem Wallis von Frankreich annektiert und kam 1815 infolge der Beschlüsse des Wiener Kongresses mit dem nun zum Kanton erhobenen Wallis zur Schweiz zurück.
Im Juli 1855 wurde die Region um Visp von einem der schwersten Erdbeben der Schweizer Geschichte mit zahlreichen Verletzten heimgesucht. Die schweren Erschütterungen führten u. a. zum Absturz der Kirchturmspitze.
1860 kam es im Mittel- und Oberwallis zu grossen Überschwemmungen. In deren Folge wurde das Grossprojekt der Rhonekorrektur in Angriff genommen.
1972 fusionierte die frühere Gemeinde Eyholz mit Visp.
2011 gab es einen grossen Waldbrand im Eyholzer Wald.
2013 erfolgte die Fusion der Feuerwehren der Gemeinden Visp, Ausserberg, Baltschieder und Eggerberg zu der Stützpunktfeuerwehr Region Visp.

## Bevölkerung
| Jahr      | 1798 | 1802 | 1850 | 1900 | 1950 | 2000 | 2010 | 2012 | 2014 | 2016 | 2018 | 2019 | 2021 | 2022 |
| --------- | ---- | ---- | ---- | ---- | ---- | ---- | ---- | ---- | ---- | ---- | ---- | ---- | ---- | ---- |
| Einwohner | 412  | 359  | 529  | 934  | 2727 | 6550 | 7014 | 7281 | 7498 | 7726 | 7950 | 7940 | 8183 | 8305 |

## Klima
Für die Normalperiode 1991–2020 beträgt die Jahresmitteltemperatur 9,9 °C, wobei im Januar mit −0,7 °C die kältesten und im Juli mit 19,8 °C die wärmsten Monatsmitteltemperaturen gemessen werden. Im Mittel sind hier rund 111 Frosttage und 17 Eistage zu erwarten. Sommertage gibt es im Jahresmittel rund 72, während durchschnittlich 20 Hitzetage zu verzeichnen sind. Die Messstation von MeteoSchweiz liegt auf einer Höhe von 639 m ü. M.
|                        | Jan  | Feb  | Mär  | Apr  | Mai  | Jun  | Jul  | Aug  | Sep  | Okt  | Nov  | Dez  |   |      |
| Mittl. Temperatur (°C) | −0,7 | 1,4  | 6,6  | 10,5 | 14,5 | 18,1 | 19,8 | 19,1 | 15,0 | 10,2 | 4,2  | −0,2 | ⌀ | 9,9  |
| Mittl. Tagesmax. (°C)  | 3,2  | 6,7  | 13,1 | 17,0 | 21,3 | 25,1 | 27,1 | 26,3 | 21,8 | 16,3 | 8,7  | 3,3  | ⌀ | 15,9 |
| Mittl. Tagesmin. (°C)  | −4,9 | −3,5 | 0,3  | 3,5  | 7,4  | 10,9 | 12,4 | 12,1 | 8,6  | 4,5  | −0,3 | −4,0 | ⌀ | 4    |
|                        |      |      |      |      |      |      |      |      |      |      |      |      |   |      |
| Niederschlag (mm)      | 57   | 39   | 43   | 40   | 56   | 44   | 47   | 50   | 36   | 52   | 61   | 65   | Σ | 590  |
|                        |      |      |      |      |      |      |      |      |      |      |      |      |   |      |
| Regentage (d)          | 6,9  | 5,2  | 5,8  | 5,4  | 7,4  | 7,4  | 7,1  | 7,7  | 5,9  | 6,7  | 7,4  | 7,5  | Σ | 80,4 |
|                        |      |      |      |      |      |      |      |      |      |      |      |      |   |      |
| Luftfeuchtigkeit (%)   | 78   | 70   | 60   | 57   | 61   | 62   | 69   | 63   | 67   | 73   | 76   | 81   | ⌀ | 68,1 |

| −4,9 |

| −3,5 |

| 0,3 |

| 3,5 |

| 7,4 |

| 10,9 |

| 12,4 |

| 12,1 |

| 8,6 |

| 4,5 |

| −0,3 |

| −4,0 |

| −4,9 |

| −3,5 |

| 0,3 |

| 3,5 |

| 7,4 |

| 10,9 |

| 12,4 |

| 12,1 |

| 8,6 |

| 4,5 |

| −0,3 |

| −4,0 |

Das Trinkwasser wird zu 90,6 % aus Quellwasser und zu 9,4 % aus Grundwasser gewonnen. Das Quellwasser stammt hauptsächlich aus dem Baltschiedertal (70,2 %) und dem Gredetschtal (19,9 %).
Die Bevölkerung und das Gewerbe verbrauchen 48 % des verfügbaren Wassers, die Lonza 52 %. Der gesamte Wasserverbrauch beträgt durchschnittlich 6332 m3 pro Tag.
Diese Zahlen beziehen sich auf das Jahr 2024.

## Politik
| Partei          | 2013–2016 | 2017–2020 | 2021–2024 | 2025–2028 |
| --------------- | --------- | --------- | --------- | --------- |
| CVP / Die Mitte | 4         | 4         | 4         | 4         |
| ABP / CSP / NEO | 3         | 2         | 2         | 2         |
| FDP             | 1         | 1         | 1         | 1         |
| SVP             | 1         | 1         | 1         | 1         |
| SP              | –         | 1         | 1         | 1         |
| Summe           | 9         | 9         | 9         | 9         |

Gemeindepräsident ist Niklaus Furger (CVP).
Bei der Nationalratswahl 2019 erreichten die Parteien folgende Wähleranteile: CVP (inkl. CSPO) 51,9 % (−1,36 %), SVP 29,0 % (−0,41 %), SP 8,7 % (−1,77 %), Grüne 5,1 % (+2,87 %), FDP 3,3 % (−1,23 %), glp 1,9 % (+1,93 %), andere 0,0 % (+/−0 %).
Wähleranteile bei der Nationalratswahl 2023: Die Mitte (inkl. CSPO) 53,9 % (+2,0 %), SVP 26,2 % (−2,8 %), SP 8,7 % (+/−0 %), FDP 6,0 % (+2,7 %), Grüne 3,6 % (−1,5 %), glp 1,5 % (−0,4 %), andere 0,1 % (+/−0 %).

## Wirtschaft
1909 wählte die zwölf Jahre zuvor in Gampel gegründete Lonza AG Visp als ihren neuen Standort, wo sie die Produktion von Düngemitteln aufnahm. In der Folge entwickelte sich Visp zu einem bedeutenden Zentrum für die chemische Industrie. Mit über 4500 Arbeitsplätzen ist Visp noch heute der grösste Standort der Lonza.
Der Lonza-Boom führt seit 2020 zu einer akuten Wohnungsknappheit und entsprechend hohen Mietpreisen. Von 2020 bis 2022 hat die Lonza 2000 neue Stellen geschaffen.
Visp ist das Wirtschaftszentrum des deutschsprachigen Oberwallis und bildet zusammen mit Brig-Glis ein Ballungsgebiet. Die Ortschaft ist mit der Chemieindustrie sowie weiteren kleineren Unternehmen das Zentrum der Oberwalliser Industrie und hat rund 7000 Zupendler aus benachbarten Gemeinden.

## Umwelt- und Sozialprobleme im Zusammenhang mit der Lonza
Die Chemiefabrik Lonza sorgte wiederholt für Schlagzeilen und Aufregung, da rund um Visp immer wieder verseuchter Boden entdeckt wird. Dies führte zuweilen dazu, dass Gärten nicht genutzt werden konnten und Art, Menge sowie Lokalisationen des verseuchten Bodens oft unklar sind. Bei der Deponie Gamsenried ist seit 1987 bekannt, dass nachweislich das Grundwasser vergiftet wurde. Im Laufe der Untersuchungen und Beschwichtigungen seitens Lonza kam es mehrmals zu Vorwürfen gegen die Lonza und den Kanton, diese würden die Untersuchungsergebnisse vertuschen und nicht transparent kommunizieren. Dass Umweltanliegen der Schweizer Bevölkerung für die Lonza ein Problem darstellen können, zeigte sich im September 2016. Hierbei warnte die Lonza das Bundesamt für Umwelt in einem Schreiben vom 16. September 2019, dass, falls der Staat für die Kosten eines gemäss Gesetz notwendigen Luftfilters nicht aufkäme, würden sie einen Wegzug nach China in Betracht ziehen. Dabei erwähnten sie in drohendem Ton einen Arbeitsplatzverlust. Die Drohung wirkte. Am Ende knickte die Schweiz ein und bezahlte Millionen – weit mehr als die Kosten eines solchen Filters. Die negativen Berichterstattungen in bestimmten Medien betreffend "Lachgasemissionen aus der Visper Niacin-Produktionsanlage" werden allerdings als unseriös beurteilt.
Zu Reden gab dabei auch ein Bericht des Schweizer Fernsehens, in der schwere Vorwürfe an die Lonza laut werden. Dabei wurde nicht nur die massive Verschmutzung durch die Giftmülldeponie kritisiert, sondern auch das die Lonza versuche, die Kosten der Staatskasse in Rechnung zu stellen. Dies sei besonders darum unverständlich, weil die Lonza regelmässig Milliardengewinne erwirtschafte.
Im 2021 kündigte die Lonza an, 1200 neue Arbeitsplätze in Visp zu schaffen. Innerhalb kürzester Zeit betrieb die Lonza in der Schweiz wie auch international enorm Werbung, um die Arbeitsplätze möglichst schnell zu besetzen. Die Gemeinde und Region Visp war auf einen solchen Ansturm aber nicht vorbereitet. Wasser, Strom aber auch die Unterkunftssituation waren nicht darauf ausgerichtet, so viele Neuzuzüger zu versorgen. Obschon die Lonza in Visp Milliarden erwirtschaftete, zahlen diese aber keine Steuern in der Region Visp, sodass die Gemeinde die durch den Zuzug notwendigen Millionenkosten selbst stemmen musste – dies führte regelmässig zu roten Zahlen in der Gemeinderechnung. Neben der Trinkwasserproblematik gab insbesondere die extreme Wohnungsnot und die damit im Zusammenhang stehenden explodierenden Mietpreise zu Reden. Im Mai 2022 sorgte ein Sozialhilfefall für Aufsehen, bei dem eine Mutter mit ihrem Kind auf dem Campingplatz in einem Zelt leben mussten.

## Verkehr
Der Bahnhof Visp ist ein Knotenpunkt der Matterhorn-Gotthard-Bahn, die 2003 aus der Fusion der Brig-Visp-Zermatt-Bahn und der Furka-Oberalp-Bahn entstand. Zum Fahrplanwechsel im Dezember 2007 wurde der Lötschberg-Basistunnel eröffnet. Visp ist seither der Umsteigebahnhof der Neuen Eisenbahn-Alpentransversalen (NEAT) auf der Lötschberglinie Bern–Lötschberg–Brig zur Simplonlinie Lausanne–Brig–Domodossola. Die Reisezeit nach Bern ist damit auf 55 Minuten verringert worden.
Die Kreuzung der Hauptstrassen im Rhone- und in den Vispertälern war bisher eine kritische Stelle im Verkehrsnetz des Oberwallis. Zu Stosszeiten kam es auf der Hauptstrasse 9 oft zu längeren Staus. Eine Lösung des Problems wurde schon in den 1970er Jahren entworfen, doch wegen politischer, administrativer und juristischer Schwierigkeiten dauerten sowohl die Planungsphase und dann auch die Bauzeit sehr lange. Von 2001 bis 2025 wurde die 8,8 km lange vierspurige Südumfahrung von Visp mit dem Eyholztunnel und dem Tunnel Visp errichtet. Ein Teilstück der Nationalstrasse A9 wurde bereits am 13. April 2018 eröffnet. Die vorgesehenen Kosten dürften sich auf etwa 1'775 Mio. Franken belaufen.
In Visp verkehren neun Postautolinien:

Liniennetzplan Verkehrsbetriebe in Visp

| Linie | Strecke                                  | Haltestellen |
| ----- | ---------------------------------------- | ------------ |
| 511   | Brig, Bahnhof – Saas-Fee, Busterminal    | 53           |
| 522   | Visp, Hubelstrasse – Ausserberg, Dorf    | 26           |
| 523   | Visp, Hubelstrasse – Eggerberg, Finnen   | 31           |
| 524   | Visp, West – Visperterminen, Busterminal | 21           |
| 527   | Visp, Bahnhof Süd – Zeneggen, Gstei      | 21           |
| 528   | Visp, Bahnhof Süd – Moosalp              | 25           |
| 552   | Visp, Lonzawerke – Grächen, Zentrum      | 33           |
| 621   | Visp, Lonzawerke – Brig, Bahnhof         | 19           |
| 622   | Visp, Bahnhof Süd – Brig, Bahnhof        | 19           |

## Medien
In Visp befindet sich der Sitz des Radiosenders Radio Rottu Oberwallis und der Tageszeitung Walliser Bote.
Vom Walliser Regionalfernsehsender Kanal9 befinden sich die Deutschsprachige Redaktion in Visp, der Hauptsitz ist in Siders.

## Sport
Der 1939 gegründete Eishockey-Club EHC Visp wurde 1962 Schweizer Meister in der National-Liga A und 1960, 2011, 2014 sowie 2025 Schweizer Meister in der National-Liga B / Swiss League. Seit 1999 spielt der Club wieder in der zweitobersten Liga. Zum Club zählen 14 Mannschaften: 3 Aktive, 1 Damen, 1 Senioren, 9 Nachwuchs. Es spielen 300 aktive Spieler (Stand August 2011).
Der 1984 gegründete Unihockeyclub Visper Lions spielt seit 2019 in der Nationalliga B der Frauen.
Der Fussballclub Visp wurde 1914 gegründet und spielt nach dem Aufstieg aus der 3. Liga im Jahr 2024 ab dem Vereinsjahr 2024/25 wieder in der 2. Liga. Insgesamt zählt der Club 17 Mannschaften: 2 Aktive, 13 Nachwuchs, 1 Senioren, 1 Veteranen.

## Sehenswürdigkeiten und Kultur
Mehrere römisch-katholische Kirchengebäude und Kapellen prägen das Stadt- und Landschaftsbild. Hauptkirche ist St. Martin. Seit 1951 hat Visp auch eine reformierte Kirche.
Eines der kulturellen Zentren des Oberwallis ist das La Poste – Kultur und Kongresszentrum im Zentrum der Stadt. Dessen Fassade ist mit dem Kalpetranquarzit aus St. Niklaus und Embd verkleidet.

## Bilder

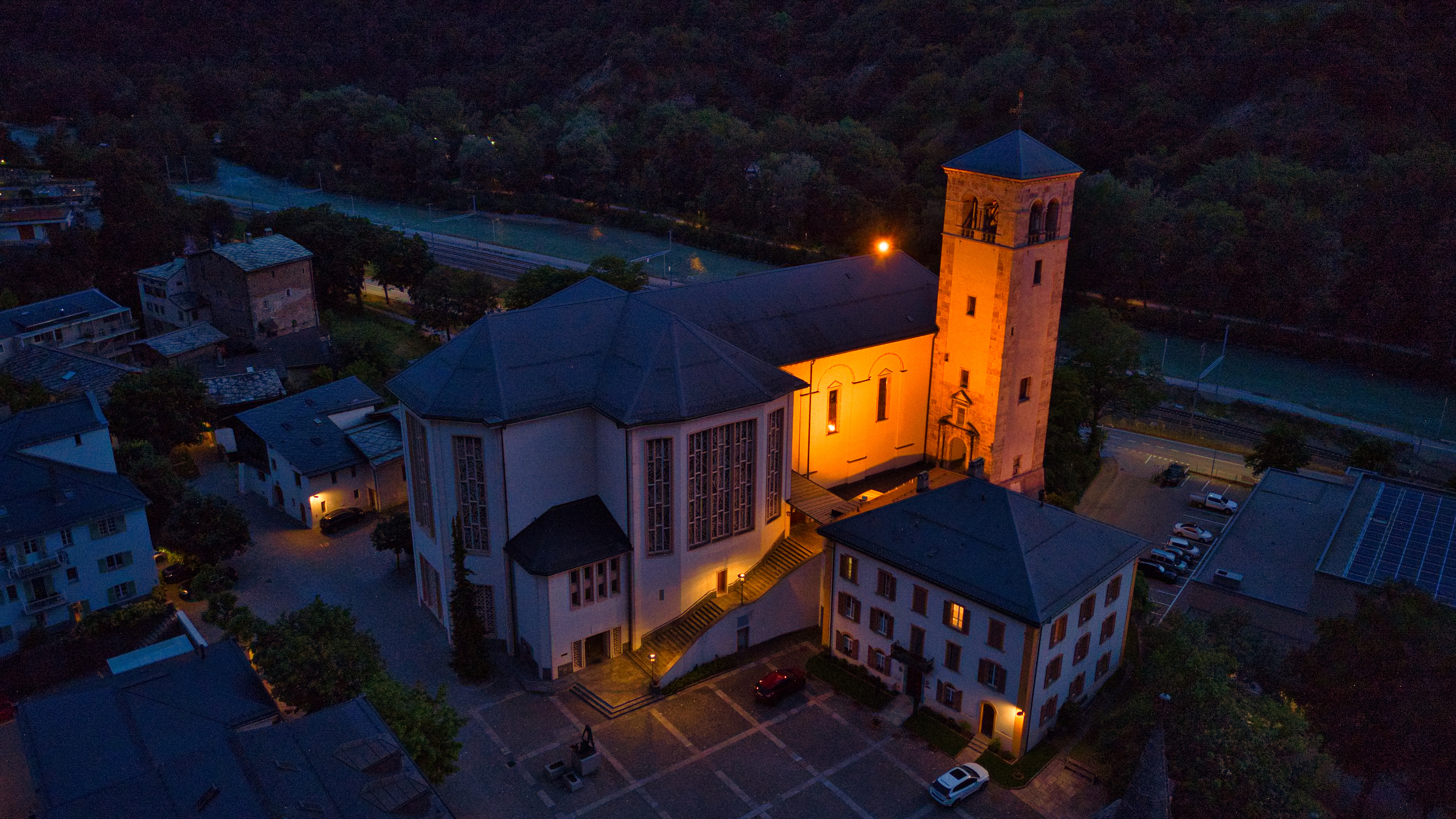
Martinskirche am Abend, im unteren Teil des Gebäudes die Bruder-Klaus-Kapelle, rechts unten das Pfarrhaus
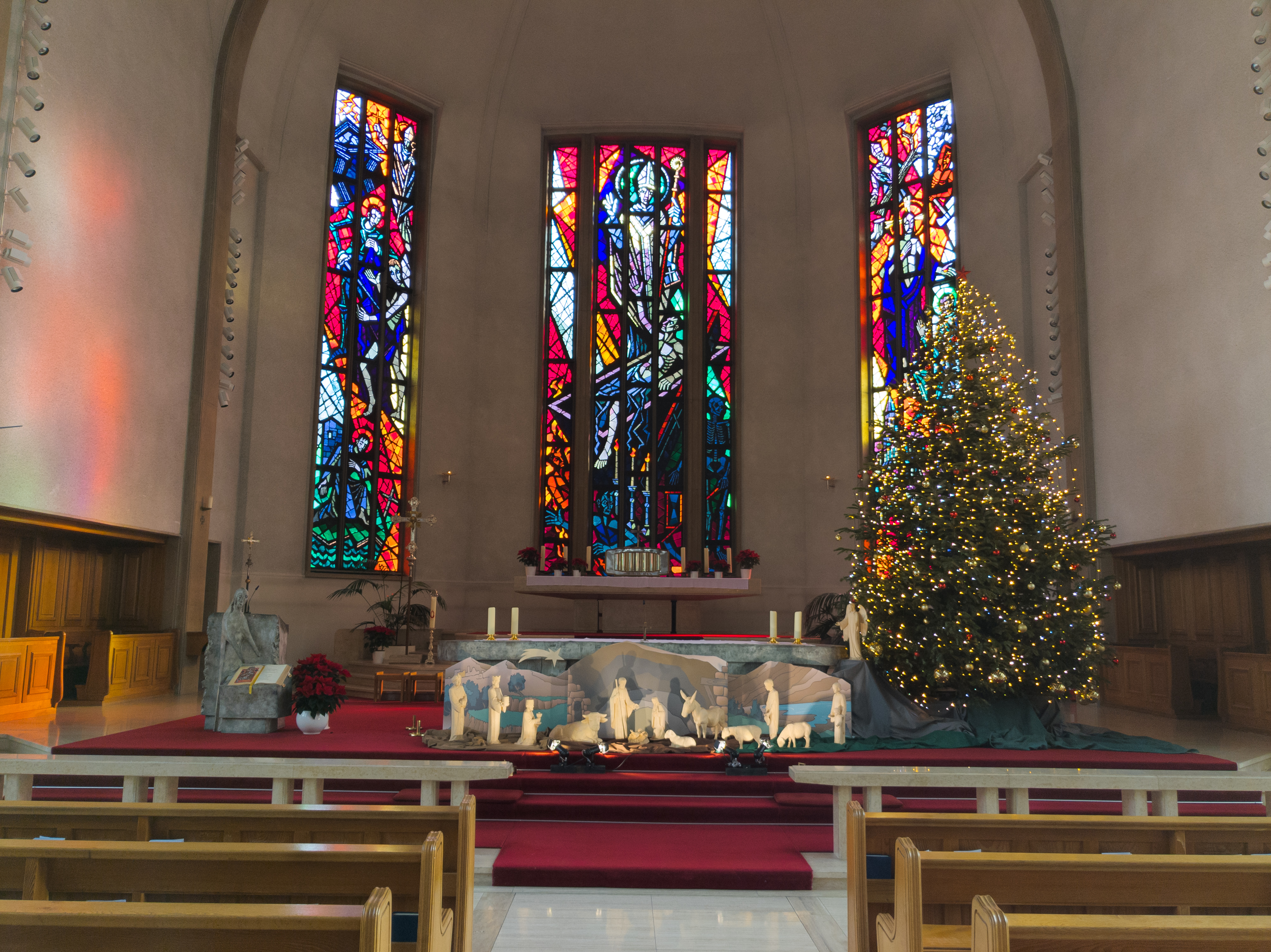
Der Chor der Martinskirche
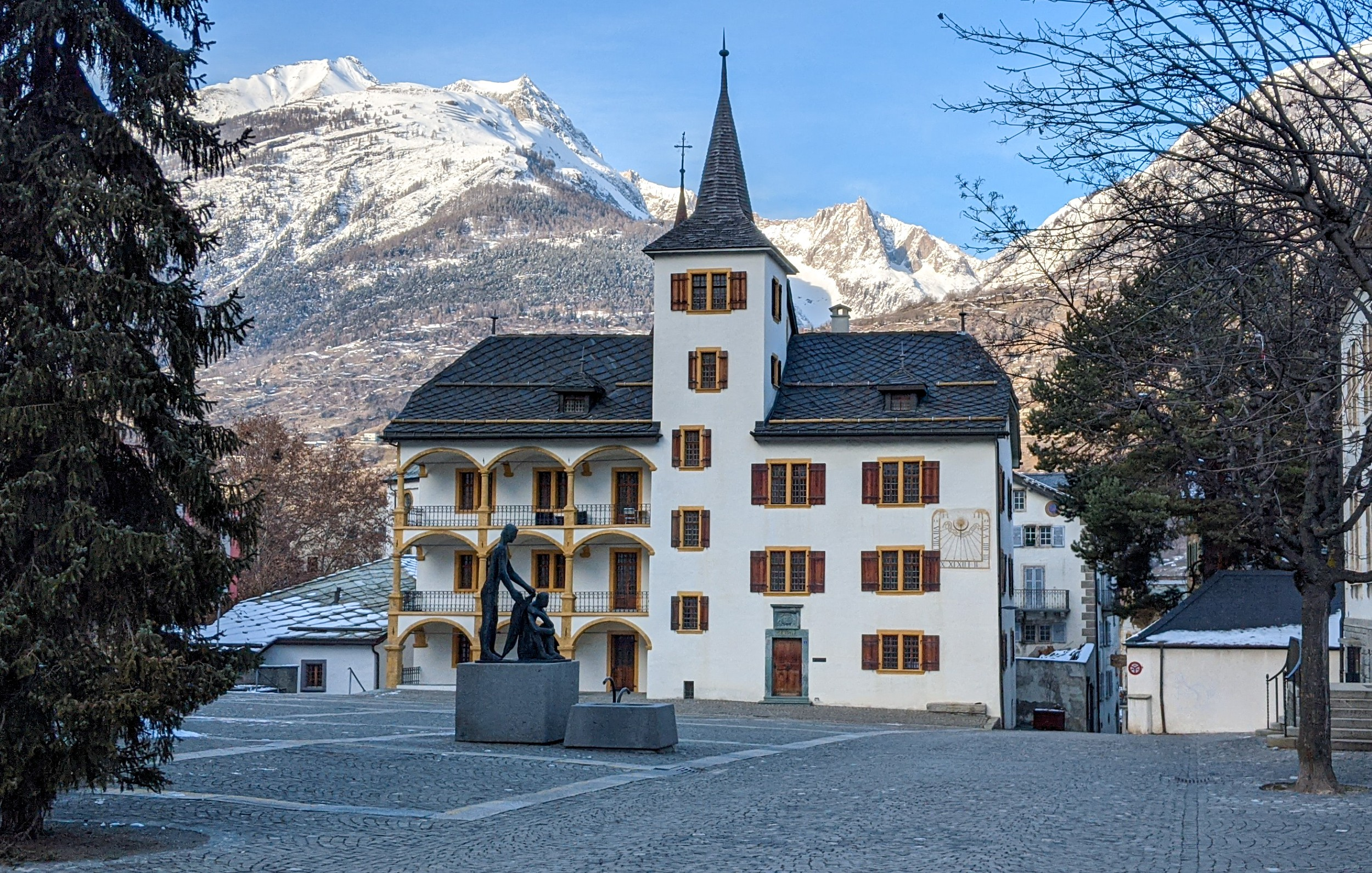
Gerichtsgebäude am Martiniplatz
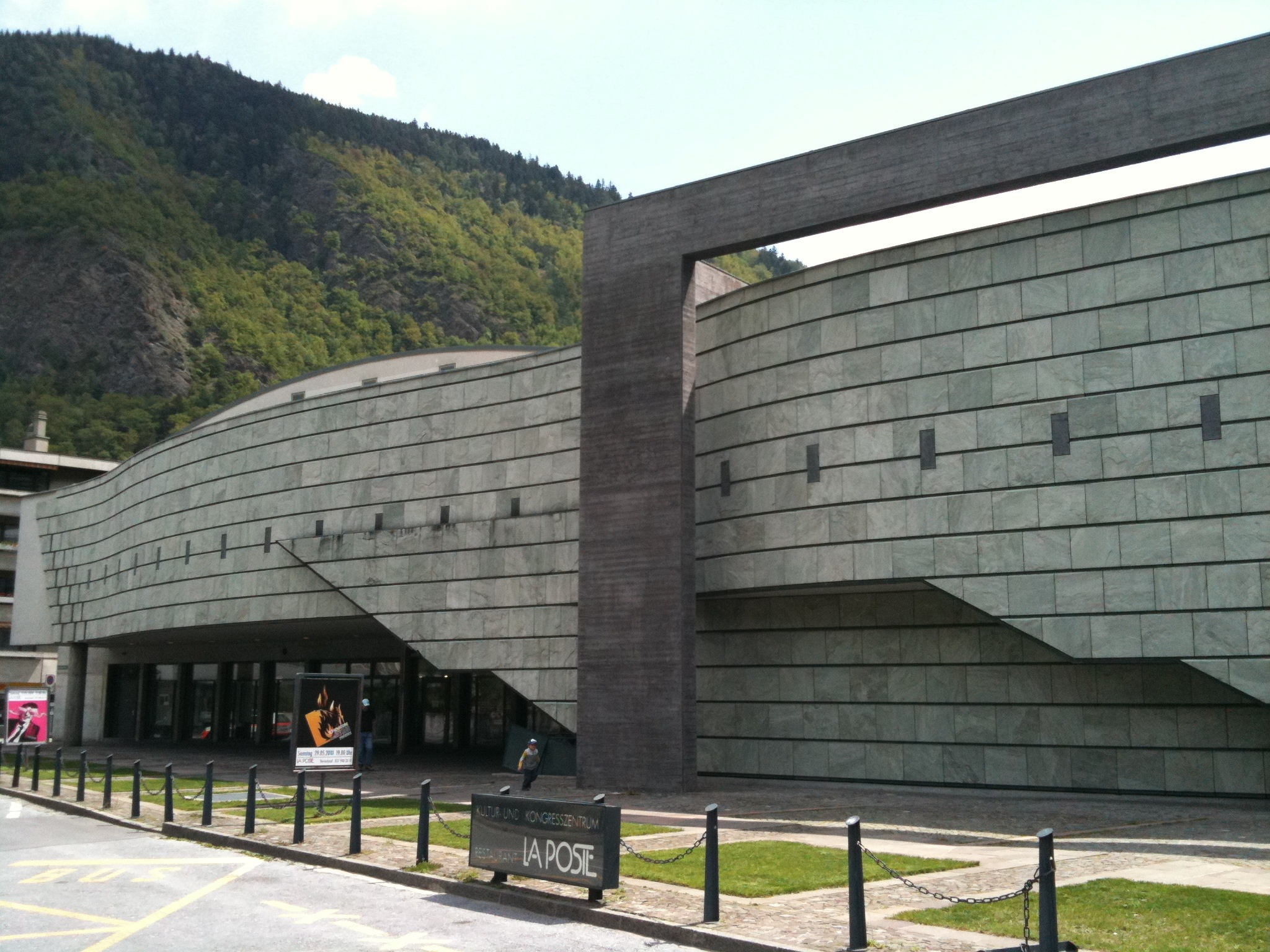
Kultur- und Kongresszentrum La Poste. Dessen Fassade ist mit dem bekannten Quarzit aus St. Niklaus-Embd verkleidet.
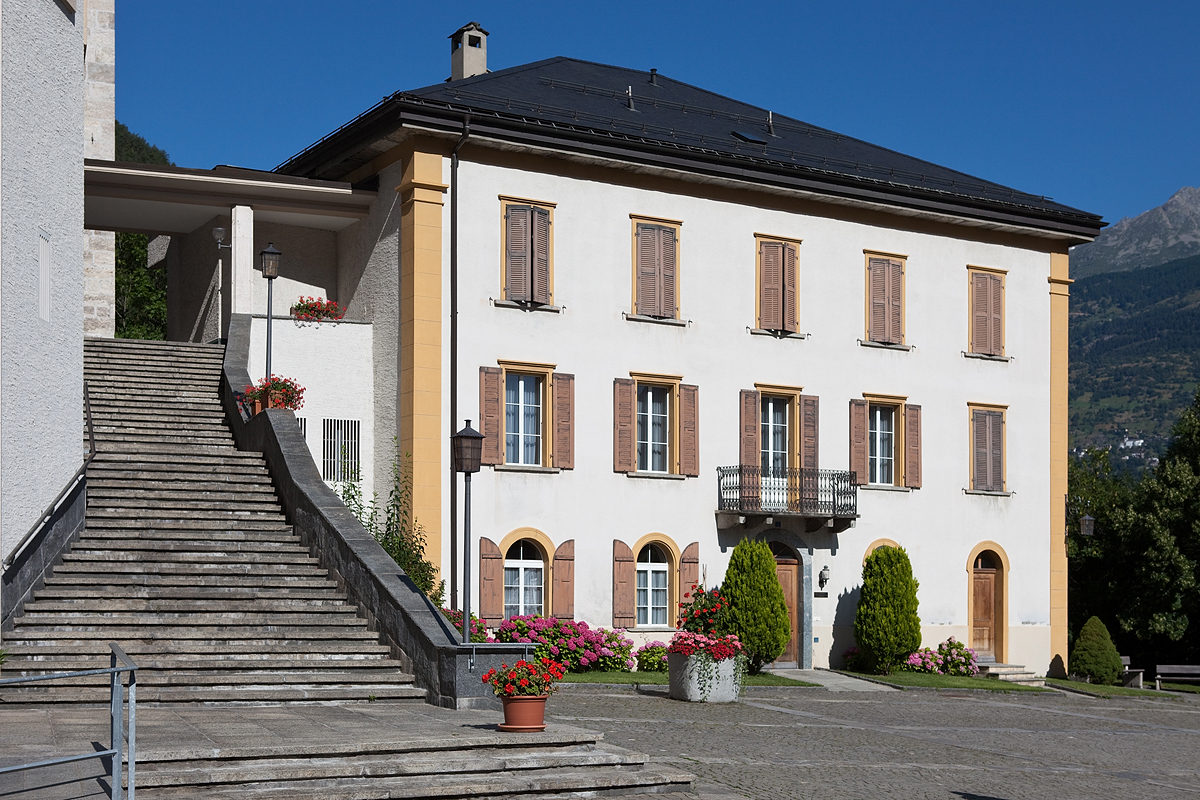
Pfarrhaus St. Martin
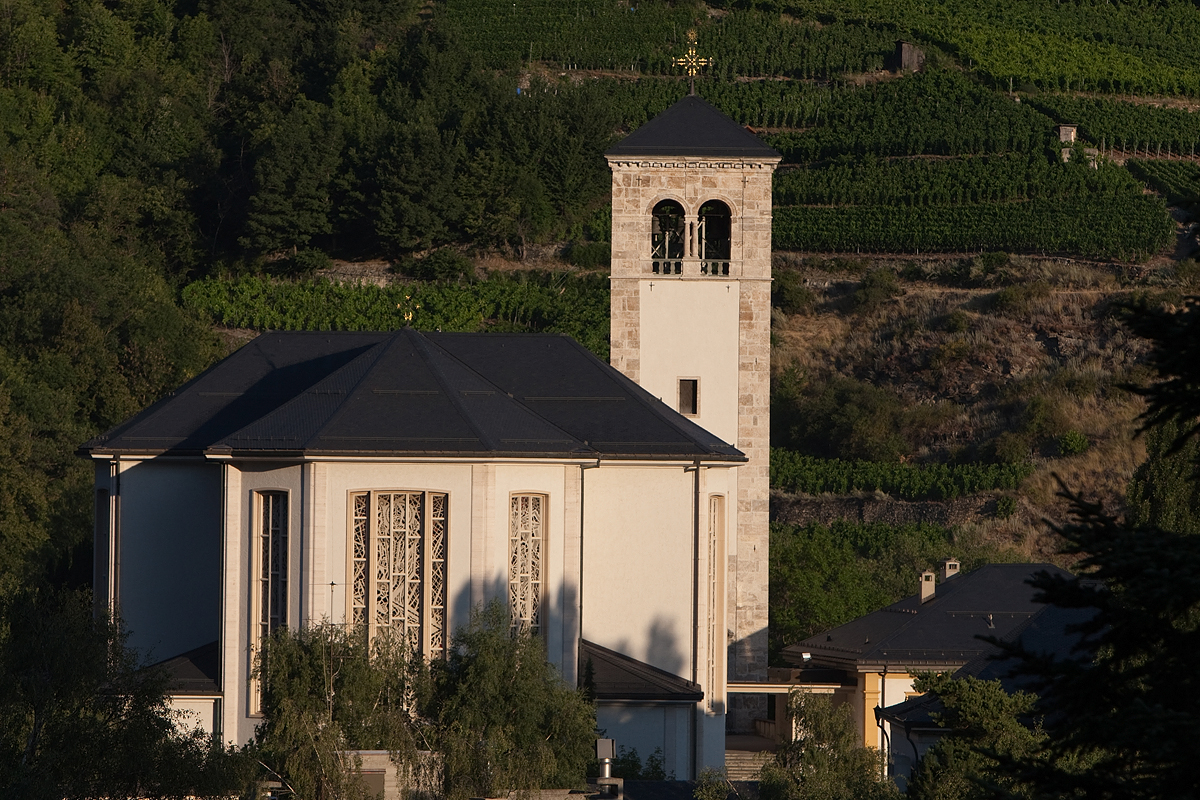
Pfarrkirche St. Martin
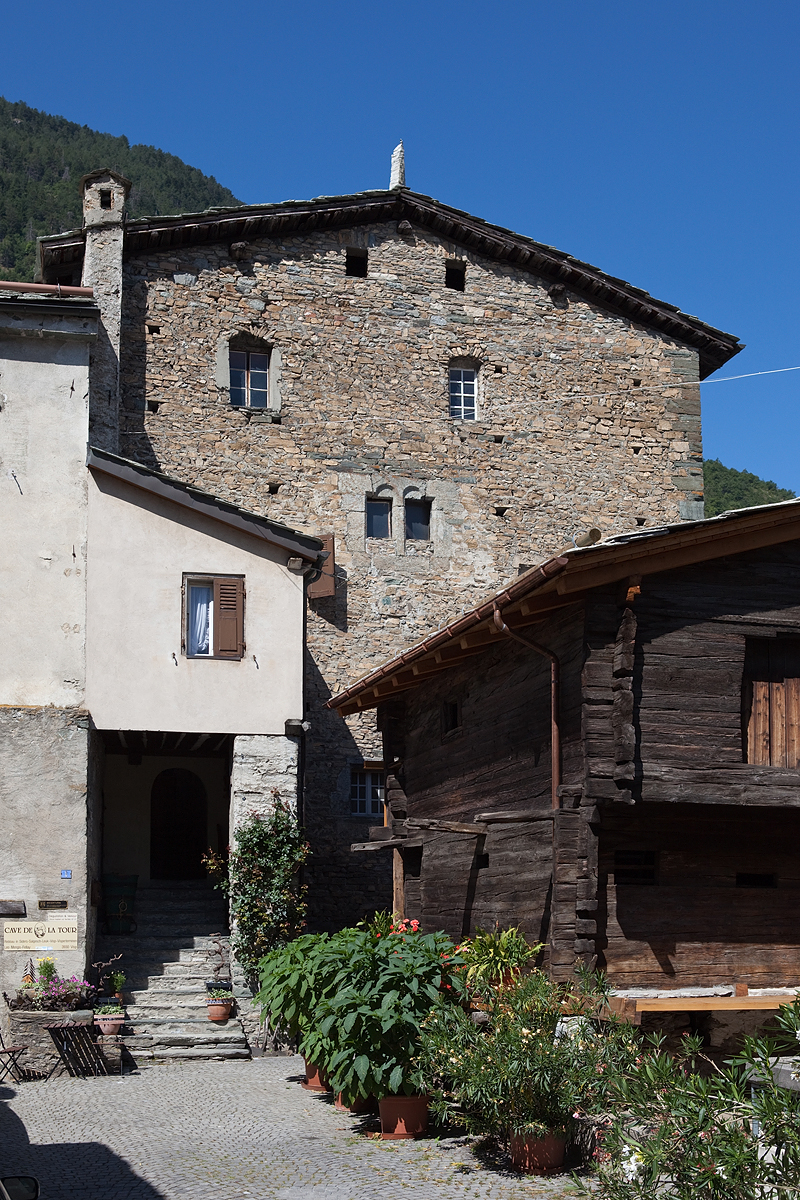
Meier-Turm bzw. Lochmatterturm aus dem 12. Jahrhundert
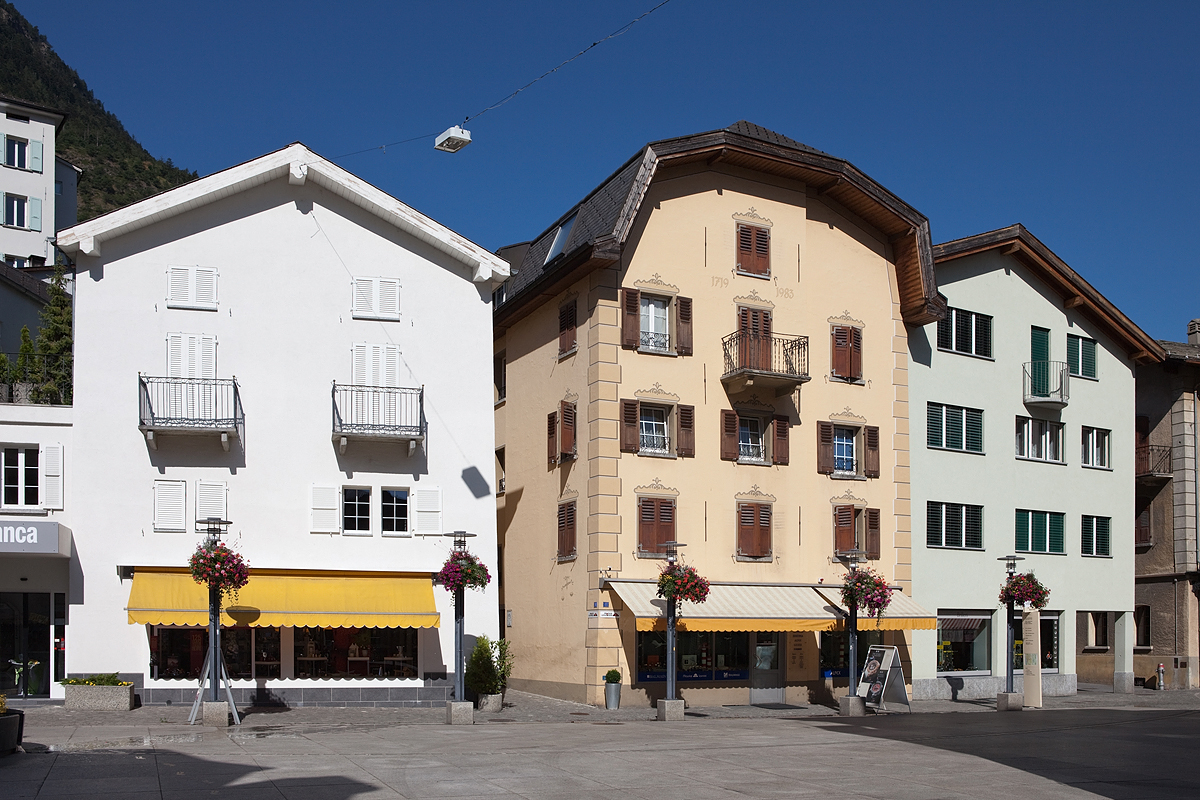
Kaufplatz
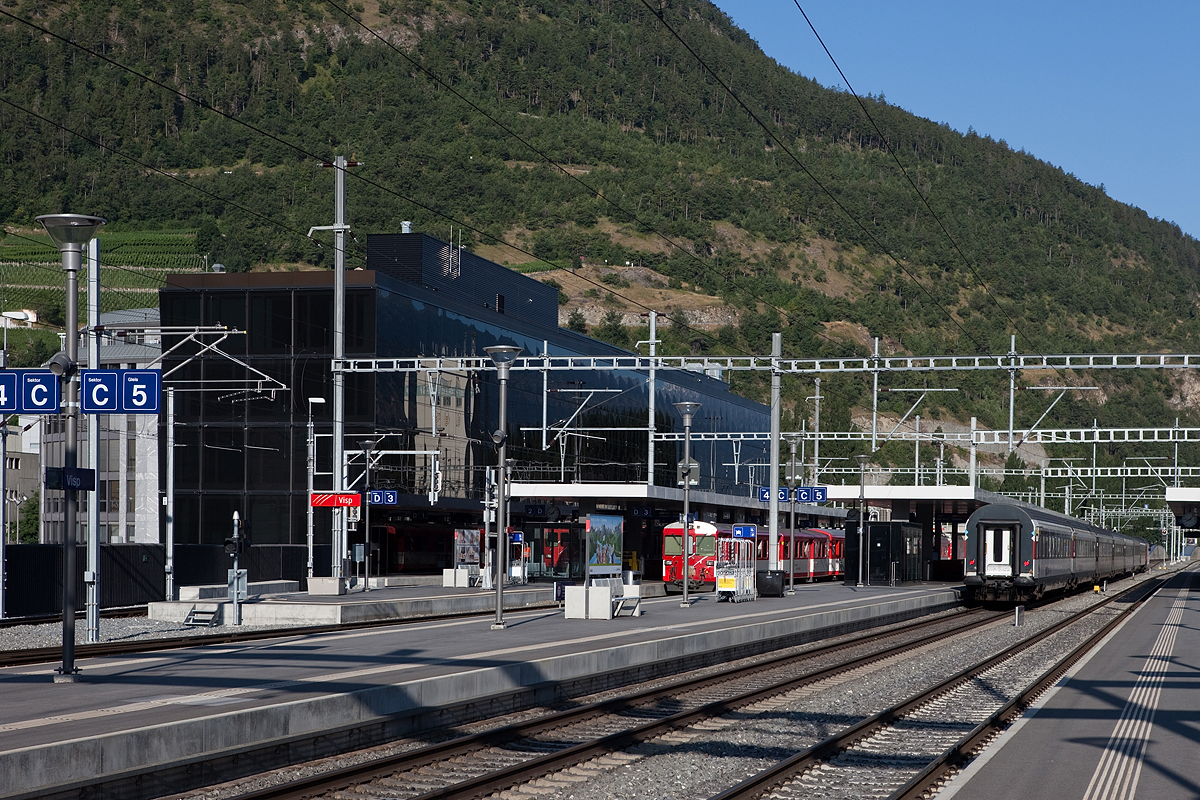
Bahnhof
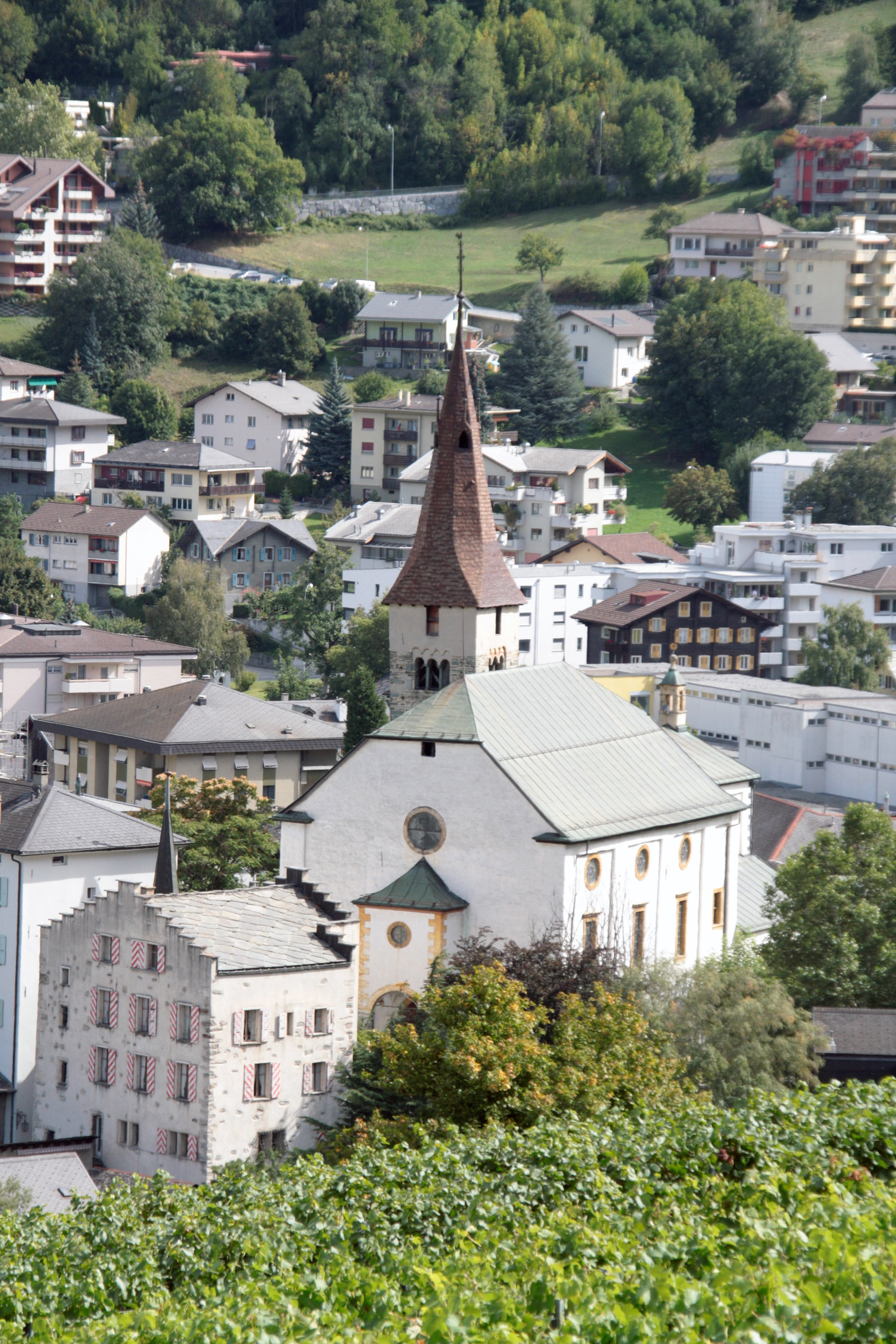
Burgerkirche Heilige Drei Könige mit Burgerarchiv. Links in der Front das In-Albon Haus.
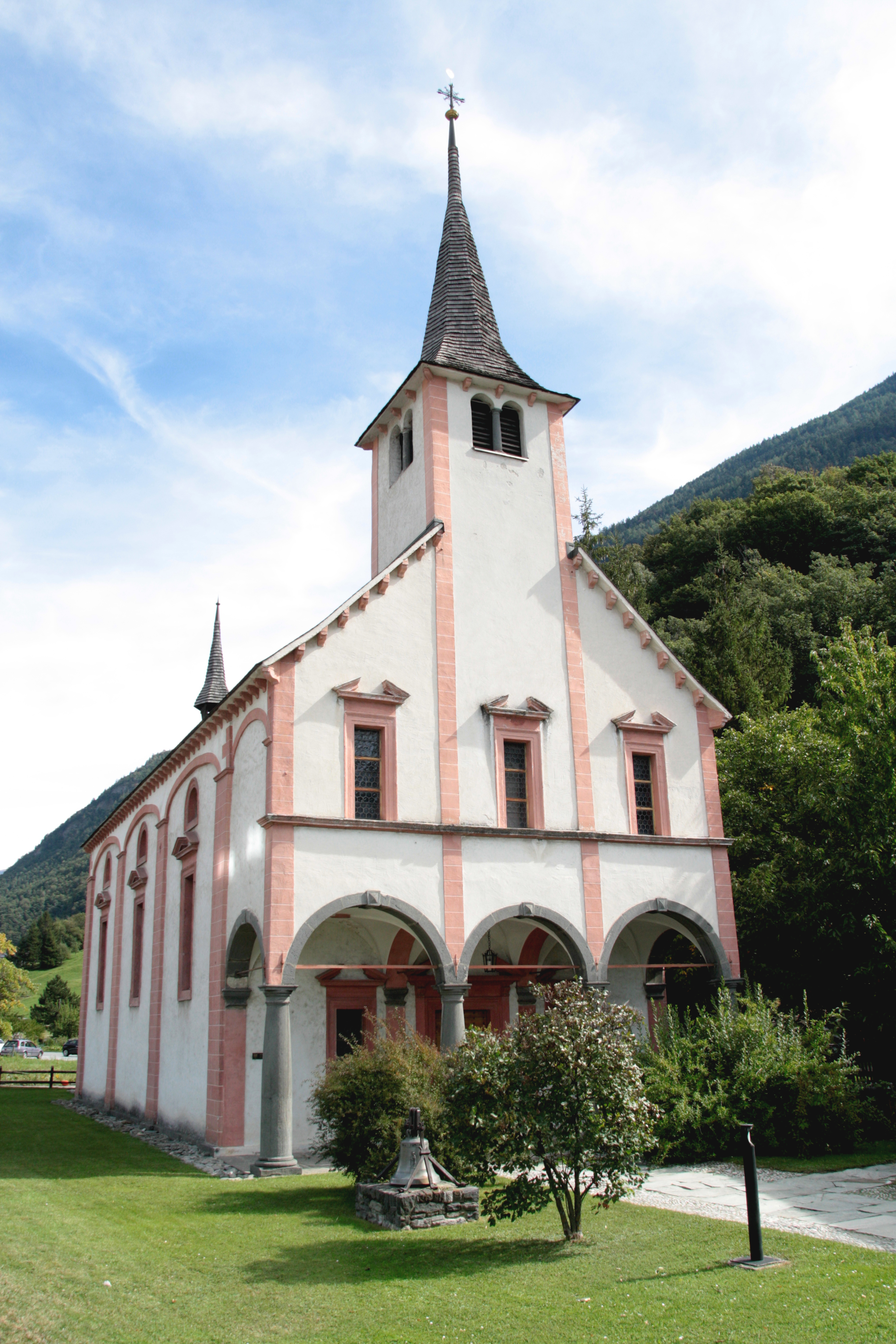
Mariä Himmelfahrtkapelle in Eyholz
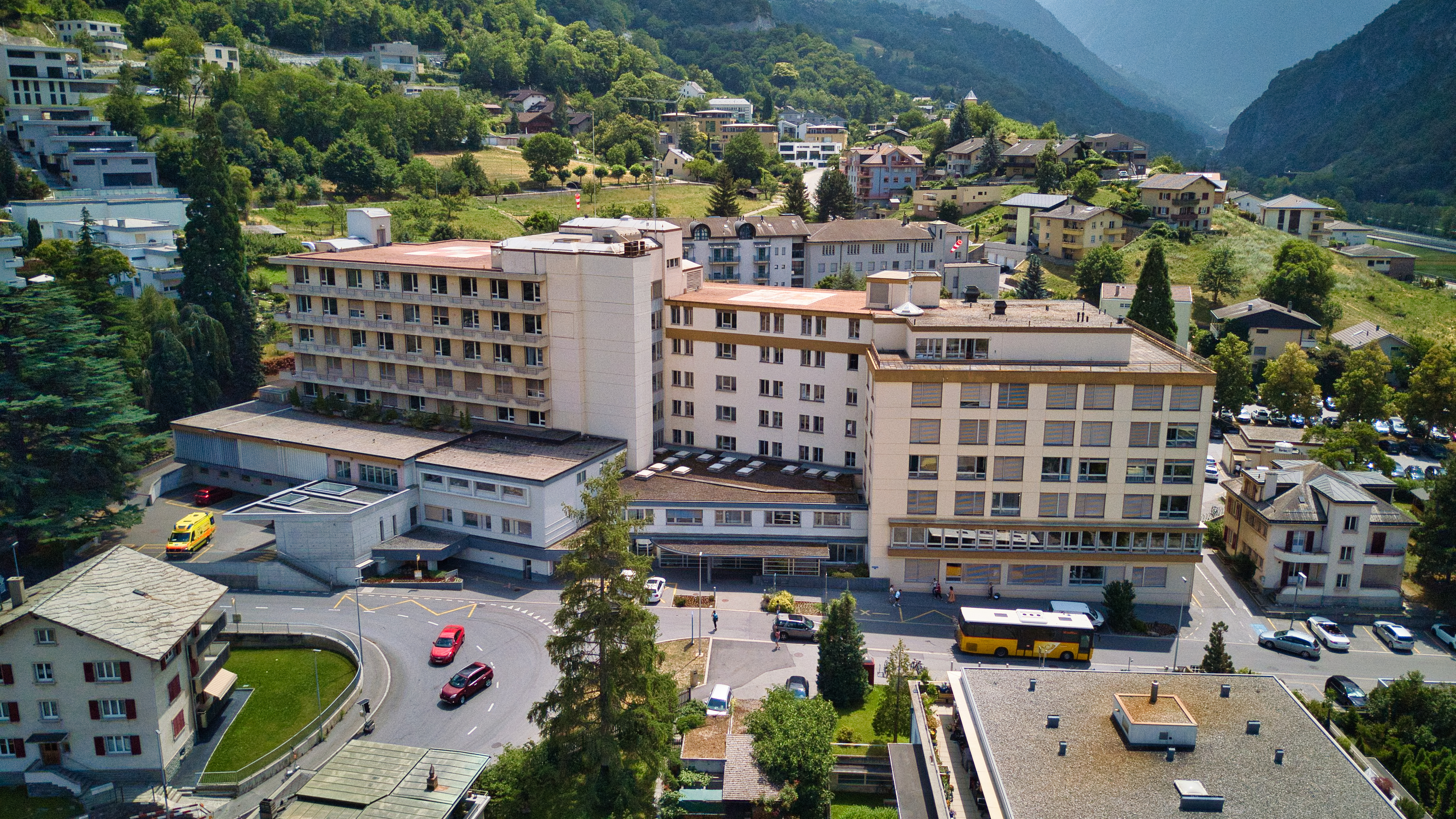
Spital Visp
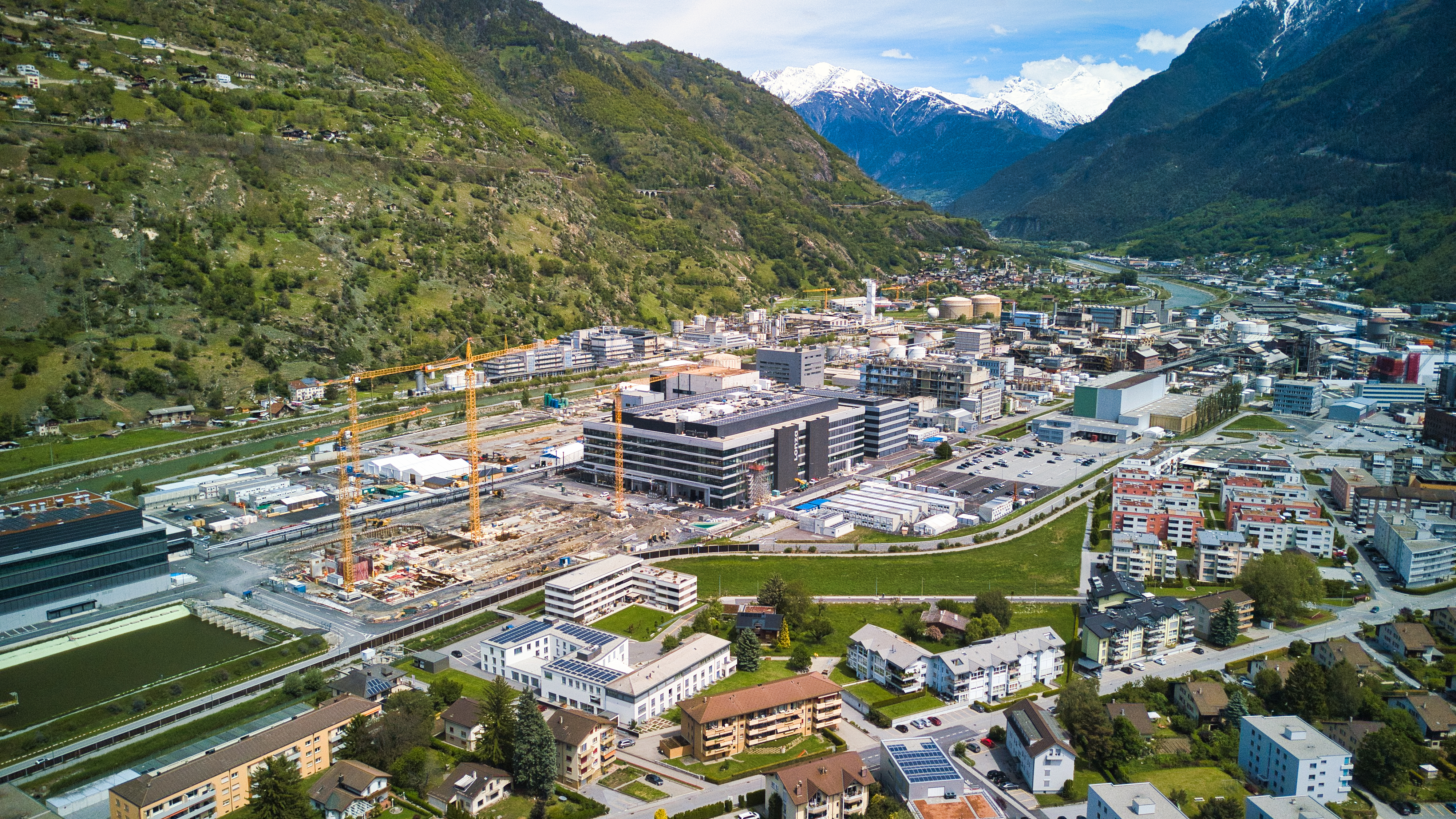
Lonza mit Baustelle, 2021
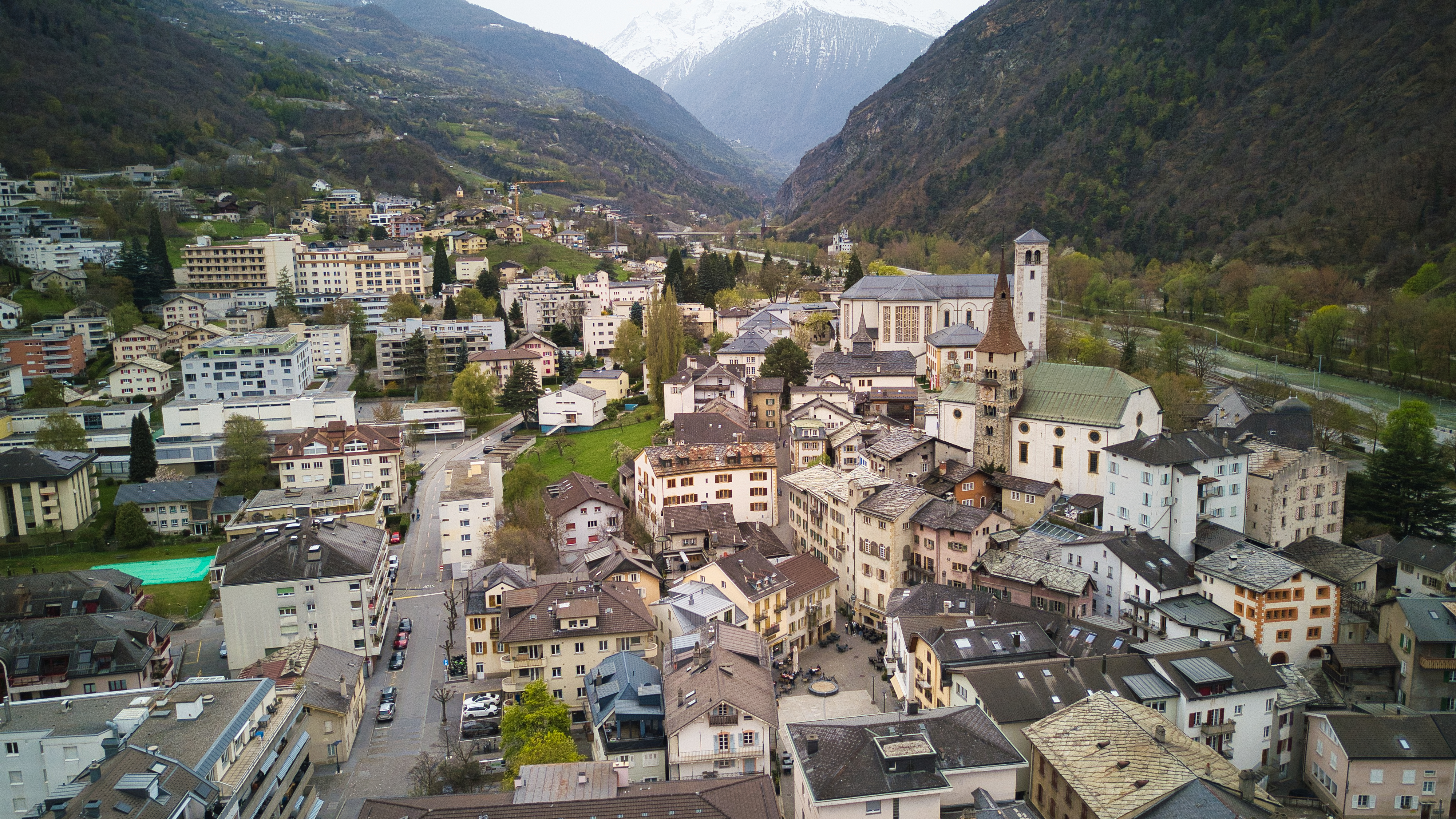
Blick auf die Altstadt, 2024
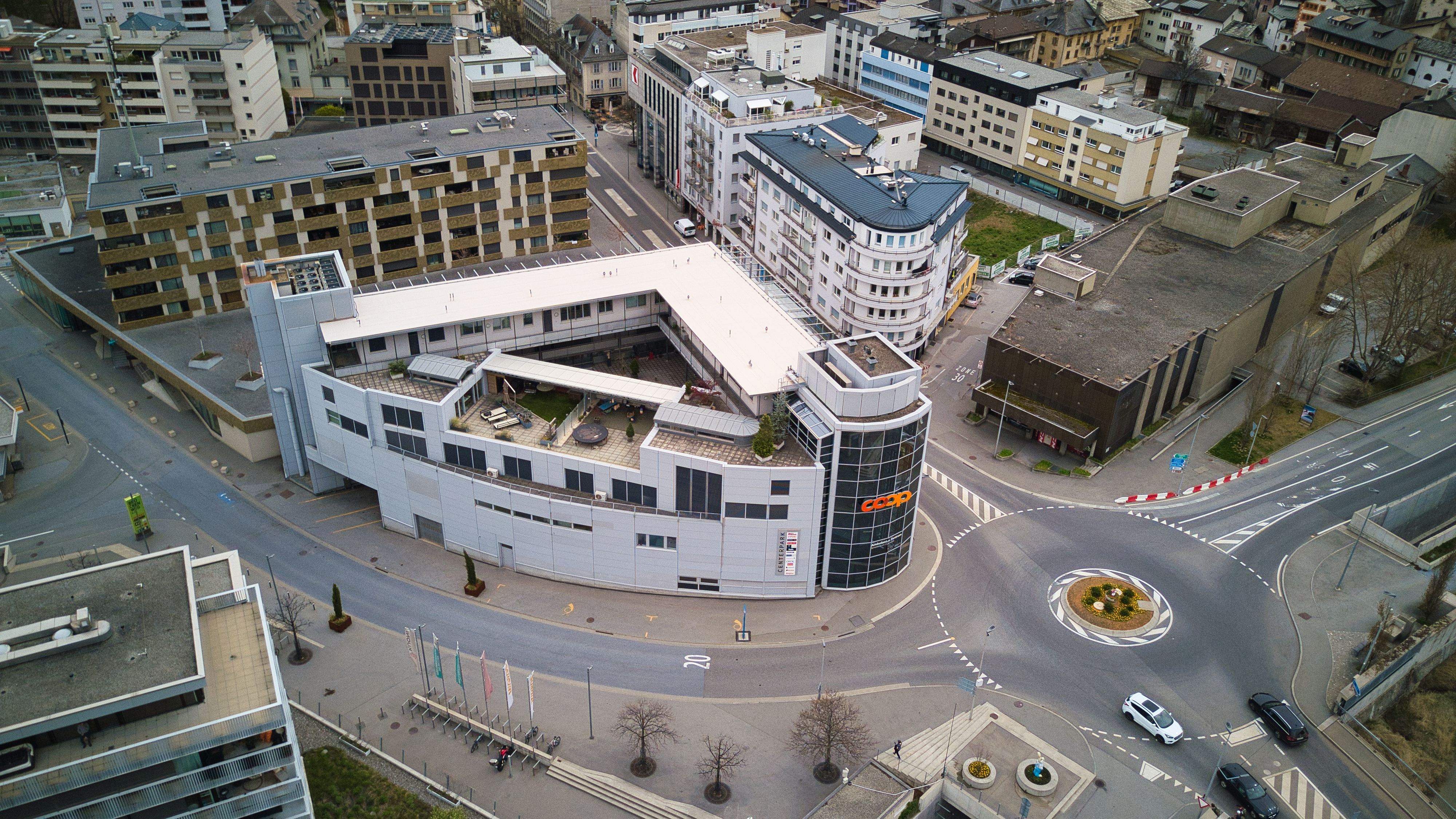
Centerpark Visp, 2024

## Vereine und religiöse Gemeinschaften
In der Stadt gibt es viele sportliche, musikalische, literarische, religiöse und andere kulturelle Vereine.
In Visp gibt es eine Burgergemeinde mit einem Burgerrat sowie eine katholische Pfarrgemeinde des Dekanats Visp.
Zwischen dem Albanischen Kulturzentrum Visp sowie dessen Moschee, die im Osten der Stadt liegt, und dem Forum Migration Oberwallis besteht ein sehr guter Kontakt und Austausch. Die albanischsprachige Diaspora-Gemeinde in Visp kommt mehrheitlich aus der nordmazedonischen Stadt Tetovo und dessen Region. Diese albanisch-muslimische Gemeinde zählt ca. 220 Mitglieder und ist sunnitisch geprägt. Mit Hilfe einiger regionaler Pfarreien, der Gemeinde Visp und Spenden der Emigranten-Gemeinde wurde die Moschee errichtet. In Visp und in den umliegenden Gemeinden leben heute ca. 1000 Muslime.

## Persönlichkeiten
- Georg Majoris (1440–1506), Landeshauptmann (1494–1495 und 1499–1501)
- Anton Lochmatter (um 1480–um 1540), Burgermeister, Grosskastlan und Landrat
- Hans Jodok Burgener (1657–1721), Landeshauptmann (1707–1721)
- Johann Joseph Arnold Blatter (1684–1752), Bischof von Sitten (1734–1752)
- Arnold Blatter (1653–1737), Landeshauptmann (1731–1737)
- Franz Joseph Burgener (1697–1767), Landeshauptmann (1742–1761)
- Joseph Anton Blatter (1745–1807), Bischof von Sitten (1790–1807)
- Joseph Theodul Burgener (1782–1852), Staatsrat (1837–1843)
- Joseph Anton Clemenz (1810–1872), Grossrat (1840–1843, 1847–1871), Staatsrat (1843–1847, 1871–1872), Nationalrat (1848–1851) und Ständerat (1856–1857, 1861–1863, 1865–1868)
- Adolf Imboden (1864–1935), Politiker, Advokat, Notar und Richter
- Joseph Burgener (1872–1964), Staatsrat (1905–1925)
- Karl Anthamatten (1897–1957), Staatsrat (1937–1957)
- Adolf Fux (1901–1974), Politiker und Schriftsteller
- Hans Ulrich Zollinger (1912–1989), Pathologe
- Paul Eugen Burgener (1917–2001), Kantonsrichter (1960–1977)
- Hans Wyer (1927–2012), Staatsrat (1977–1993)
- Peter Bloetzer (1933–2018), Ständerat (1991–1999)
- Eugen Meier (* 1934), Musiker und Komponist
- Sepp Blatter (* 1936), Präsident der FIFA (1998–2016)
- Walter Salzmann[31] (1936–2012), Eishockeyspieler und -trainer
- Pierre Imhasly (1939–2017), Schriftsteller
- Kurt Pfammatter (1941–2022), Eishockeyspieler
- Ruth Kalbermatten (1950–2014), Nationalrätin (1999)
- René Imoberdorf (* 1950), Ständerat (2007–2015)
- Beda M. Stadler (* 1950), Molekularbiologe und Hochschullehrer
- Thomas Burgener (* 1954), Staatsrat (1999–2009)
- Werner Augsburger (* 1958), Volleyballspieler und Sportfunktionär
- Urs Dietrich (* 1958), Tänzer und Choreograf
- Norbert Pfammatter (* 1959), Jazz-Schlagzeuger
- Hans-Peter Kunisch (* 1962), Journalist und Schriftsteller
- Karin Pfammatter (* 1962), Schauspielerin
- Regine Frei (* 1965), Krimiautorin und Buchhändlerin
- André Marty (* 1965), Journalist und Pressesprecher
- Thomas Egger (* 1967), Politiker
- Manuel Mengis (* 1972), Jazztrompeter
- Andreas Schaerer (* 1976), Jazzmusiker
- Matthias Lauber (1977–2010), Eishockeytorhüter
- Martin Zerzuben (* 1981), Eishockeytorhüter
- Diego Valsecchi (* 1982), Schauspieler und Kabarettist
- Dominique Gisin (* 1985), Skirennfahrerin
- Marco Amherd (* 1988), Dirigent, Chorleiter, Organist und Intendant des Davos Festivals
- Marc Gisin (* 1988), Skirennfahrer
- Stefanie Heinzmann (* 1989), Sängerin
- Ylena In-Albon (* 1999), Tennisspielerin